# Relatore speciale delle Nazioni Unite sui territori palestinesi occupati
Il Relatore speciale sui territori palestinesi occupati, per esteso Relatore speciale sulla situazione dei diritti umani nei territori palestinesi occupati dal 1967, è il relatore speciale delle Nazioni Unite incaricato di riferire sullo stato dei diritti umani nei territori palestinesi occupati. La posizione è stata creata nel 1993 dall'allora Commissione per i diritti umani, e fa oggi capo all'Alto commissariato delle Nazioni Unite per i rifugiati.
Dal 1º maggio 2022, la Relatrice speciale è l'italiana Francesca Albanese.

## Elenco
Elenco dei relatori speciali:
- René Felber (Svizzera), 1993–1995
- Hannu Halinen (Finlandia), 1995–1999
- Giorgio Giacomelli (Italia), 1999–2001
- John Dugard (Sudafrica), 2001–2008
- Richard Falk (Stati Uniti d'America), 2008–2014
- Makarim Wibisono (Indonesia), 2014–2016
- Michael Lynk (Canada), 2016–2022
- Francesca Albanese (Italia), 2022–

### Esplicative
1. ↑  La forma in uso per il femminile è «Relatrice».

### Bibliografiche
1. 1 2  (EN) Appointments at the 49th session of the Human Rights Council (28 February to 1 April 2022), su ohchr.org, Alto commissariato delle Nazioni Unite per i rifugiati.
2. ↑  (EN) Question of the violation of human rights in the occupied Arab territories, including Palestine Commission of Human Rights resolution 1993/2 (DOC), su ap.ohchr.org, Commissione per i diritti umani, 19 febbraio 1993.
3. ↑  (EN) Special Rapporteur on the situation of human rights in the Palestinian territories occupied since 1967, su ohchr.org, Alto commissariato delle Nazioni Unite per i rifugiati.